# David Paetkau
David E. Paetkau (Vancouver, 10 novembre 1978) è un attore canadese.
È principalmente conosciuto per il ruolo di Evan Lewis in Final Destination 2 (2003) e per il ruolo del defunto Beck McKaye nella serie televisiva Whistler (2006–2008). È anche comparso in Leggenda mortale (2006), Aliens vs. Predator 2 (2007), So Weird - Storie incredibili (2000), For Heaven's Sake ed in un episodio di Dexter, infine è conosciuto come Sam Braddock nella serie televisiva Flashpoint.

## Filmografia

### Cinema
- Slap Shot 2: Breaking the Ice, regia di Steve Boyum (2002)
- Bang bang, sei morto (Bang Bang You're Dead), regia di Guy Ferland (2002)
- Final Destination 2, regia di David R. Ellis (2003)
- Leggenda mortale (I'll Always Know What You Did Last Summer), regia di Sylvain White (2006)
- Aliens vs. Predator 2 (Aliens vs. Predator: Requiem), regia dei fratelli Strause (2007)
- Goon, regia di Michael Dowse (2011)
- L'uomo d'acciaio (Man of Steel), regia di Zack Snyder (2013)
- Goon: Last of the Enforcers, regia di Jay Baruchel (2017)

### Televisione
- Smallville - serie TV, episodi 1x03-8x12 (2001-2009)
- Stargate SG-1 - serie TV, episodio 6x18 (2003)
- Eureka - serie TV, episodio 1x08 (2006-2012)
- Flashpoint – serie TV, 75 episodi (2008-2012)
- Supernatural - serie TV, episodi 6x01-6x02 (2010)
- Dexter – serie TV, episodio 5x08 (2010)
- Criminal Minds - serie TV, episodio 11x03 (2015)
- Verità apparenti (A Mother Betrayed), regia di Michael Feifer - film TV (2015)
- Gourmet Detective - serie TV, episodio 1x04 (2017)
- Garage Sale Mystery - serie TV, episodio 1x08 (2017)
- Un dolce incontro (A Slice of Romance), regia di Ken Friss - film TV (2021)

## Doppiatori italiani
Nelle versioni in italiano delle opere in cui ha recitato, David Paetkau è stato doppiato da:
- David Chevalier in Leggenda Mortale, Verità apparenti, Criminal Minds
- Luigi Ferraro in Alien vs Predator 2
- Emiliano Coltorti in Final Destination 2
- Stefano Crescentini in Flashpoint
- Leonardo Graziano in Smallville (ep. 1x03)
- Francesco Bulckaen in Smallville (ep. 8x12)
- Francesco Pezzulli in CSI: Miami
- Mirko Mazzanti in Taken
- Michele Botrugno in Colony
- Ugo De Cesare in Un dolce incontro
- Daniel Spizzichino in Blood & Treasure